# Physocrobylus burtti
Physocrobylus burtti är en insektsart som beskrevs av Vitaly Michailovitsh Dirsh 1951. Physocrobylus burtti ingår i släktet Physocrobylus och familjen gräshoppor. Inga underarter finns listade i Catalogue of Life.